# El samurai
El samurai (títol original en francés, Le Samouraï) és un minimalista drama de crims i suspens dirigit per Jean-Pierre Melville en 1967. Aquesta pel·lícula francesa és protagonitzada per Alain Delon, al paper de Jef Costello. Ha estat doblada al català.

## Argument
Jef Costello (Alain Delon) és un assassí a sou dels que ja no queden. La seva vida està regida per la vella escola on prima el codi de l'honor i el silenci. Mai no trairia els seus mentors, però aquests no han dipositat la mateixa confiança en ell i busquen el moment per fer-lo desaparèixer després d'un "encàrrec" i haver estat detingut per la policia.
"El Samurai", una pel·lícula de baix pressupost, és una de les millors del cinema francès. El final és desconcertant i està obert a múltiples interpretacions.

## Repartiment
- Alain Delon: 	Jef Costello
- François Périer: El Superintendent
- Nathalie Delon: 	Jane Lagrange
- Cathy Rosier: Valérie, la pianista
- Jacques Leroy: Gunman
- Michel Boisrond: 	Wiener
- Robert Favart: Barkeeper
- Jean-Pierre Posier: Olivier Rey
- Catherine Jourdan: Hatcheck Girl
- Roger Fradet: 	1r inspector
- Carlo Nell: 	2n inspector
- Robert Rondo: 3r inspector
- André Salgues: 	Vigilant del garatge
- André Thorent: Policia / taxista
- Jacques Deschamps: Policia

## Rebuda
"El cim de Jean Pierre Melville, un model de cinema negre (...) d'una nuesa formal portada al límit que es tradueix en una onada de ressonàncies dramàtiques.